# Heinz Stolte
Heinz Stolte (* 22. März 1914 in Duisburg-Großenbaum, damals Gemeinde Huckingen; † 2. März 1992 in Hamburg) war ein deutscher Professor für Germanistik und Didaktik.

## Leben
Nach seinem 1932 bestandenen Abitur studierte Stolte Deutsch, Geschichte, evangelische Religionslehre, Philosophie und Erziehungswissenschaft an den Universitäten Königsberg, Halle und Jena. In Jena promovierte er im Februar 1936 zum Dr. phil. Mit seiner volkskundlichen Dissertation über Karl May betrat er nicht nur methodisches Neuland. Er war auch der Erste, der über Karl May promovierte. Nach zwei Jahren Arbeit als wissenschaftlicher Assistent bestand Stolte 1938 das Staatsexamen für das Lehramt an höheren Schulen in Deutsch und Geschichte und promovierte im Folgejahr zum Dr. phil. habil.
In Jena versuchte er sich gegen die nationalsozialistische Inanspruchnahme der Deutschkunde auf rassistischer Grundlage zu behaupten. 1937 trat er, weil zwangsrekrutiert, aus der SA aus. 1937 Heirat mit Ilse Weicker (1905–1986) Buchhändlerin/Scheidung 1965. 1938 Geburt des Sohnes Heinrich. 1940 Geburt des Sohnes Lothar. Von 1941 bis 1944 war er Soldat an der Ostfront in Russland im Stabsdienst und in einer Propagandakompanie/Musik&Theater-Truppe. Im Mai 1944 konnte er aufgrund einer Verfügung zur Erhaltung des akademischen Nachwuchses nach Jena zurückkehren. Dort lehrte er als Universitätsdozent.
Zu Zeiten der Sowjetischen Besatzungszone und der Deutschen Demokratischen Republik wurde Stolte zum außerordentlichen (1946), später zum ordentlichen Professor für Germanistik ernannt (1949). Im Oktober 1949 folgte er einer Berufung als Ordinarius an die Humboldt-Universität zu Berlin. Dort stellte er aber schon nach einem halben Jahr (1950) sein Amt „wegen versuchter widerrechtlicher Einschränkung seiner Lehrfreiheit“ zur Verfügung und wechselte in die Bundesrepublik Deutschland, wo er als politischer Flüchtling anerkannt wurde. Dort arbeitete er zunächst als Volksschullehrer, Handelsschullehrer und Lehrbeauftragter in Hamburg. 1953 erfolgte die Ernennung zum Studienrat, 1957 zum Dozenten und 1970 zum Wissenschaftlichen Rat und Professor der Universität Hamburg, wo er bis 1976 tätig war. Stolte pflegte einen Briefwechsel u. a. mit Lion Feuchtwanger, Thomas Mann, Yehudi Menuhin und Karl Popper.
Stolte war seit 1965 mit Renate Stolte-Batta (* 1939), Diplom-Handelslehrerin und Oberstudienrätin, verheiratet.
Er starb am 2. März 1992 während einer Herzoperation.

## Mitgliedschaften
- 1969 Gründungsmitglied & Vorstandsmitglied der Karl-May-Gesellschaft, Radebeul / 1983 Ehrenmitglied
- Von 1962 bis 1983: Vorsitzender der Hebbel-Gesellschaft, Wesselburen / 1983 Ehrenmitglied/1990 Hebbel-Medaille in Gold
- Von 1961 bis 1967 Kuratoriumsmitglied des Jugend-Europahaus e. V., Hamburg
- Von 1969 bis 1978 Vorstandsmitglied der Dänisch-Deutschen Akademie, Hamburg
- 1976 Mitbegründer & Vorsitzender der Constantin-Brunner-Stiftung

## Schriften
- Der Volksschriftsteller Karl May. Beitrag zur literarischen Volkskunde. Karl-May-Verlag, Radebeul bei Dresden 1936 (zugleich: Jena, Universität, Dissertation, 1936; 2. Auflage: Reprint der Erstausgabe von 1936. Karl-May-Verlag, Bamberg 1979, ISBN 3-7802-3070-4).
- Kurze deutsche Grammatik. Auf Grund der fünfbändigen deutschen Grammatik von Hermann Paul eingerichtet von Heinz Stolte, Niemeyer, Halle (Saale) 1949, DNB 454902808.
- Kleines Lehrbuch der deutschen Literaturgeschichte, Verlag für Handwerk und Technik, Hamburg 1959, DNB 454902875. 12. Auflage 1986.
- Ludwig Tügel, der Erzähler. Holsten-Verlag, Hamburg 1964.
- Friedrich Hebbel. Welt und Werk. 4 Essays. Holsten-Verlag, Hamburg 1965.
- Friedrich Hebbel. Leben und Werk. Husum Druck- und Verlags-Gesellschaft, Husum 1977, ISBN 3-88042-038-6.
- Der schwierige Karl May. 12 Aspekte zur Transparenz eines Schriftstellers. Mit einem Geleitwort von Claus Roxin. Hansa, Husum 1989, ISBN 3-920421-55-8.
- Weitere Werks-Angaben siehe unter: RENATE STOLTE-BATTA „Der Literaturwissenschaftler Heinz Stolte“,Leben/Werk/Wirkung, Peter Lang Verlag, 2007.